# Ermin Street
Ne doit pas être confondu avec Ermine Street.

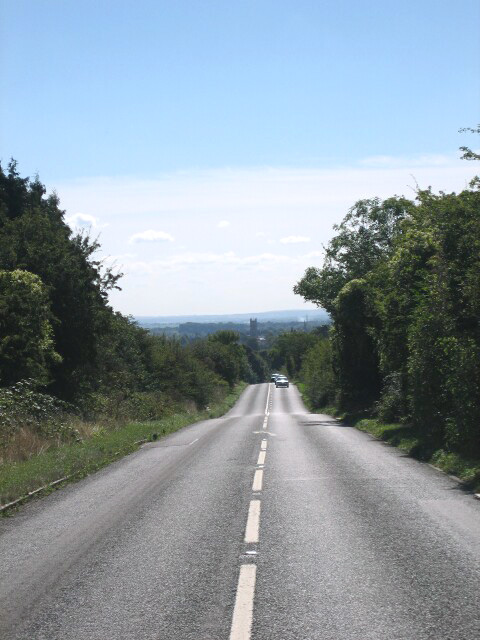
Ermin Street près de Cirencester.

Ermin Street ou Ermin Way est une voie romaine du Royaume-Uni, longue de 77 km. Elle relie Gloucester à la ville romaine de Calleva Atrebatum (Silchester), en passant par Corinium (Cirencester) où elle rejoint les voies de Fosse Way et Akeman Street.
Aujourd'hui, Ermin Street est recouverte par les routes A417, A419 et B4000.